# Lány u Dašic
Lány u Dašic jsou obec v okrese Pardubice v Pardubickém kraji. Žije zde 171 obyvatel.

## Historie
První písemná zmínka o obci pochází z roku 1452.

## Obyvatelstvo
| Rok            | 1869 | 1880 | 1890 | 1900 | 1910 | 1921 | 1930 | 1950 | 1961 | 1970 | 1980 | 1991 | 2001 | 2011 | 2021 |
| -------------- | ---- | ---- | ---- | ---- | ---- | ---- | ---- | ---- | ---- | ---- | ---- | ---- | ---- | ---- | ---- |
| Počet obyvatel | 244  | 344  | 265  | 320  | 330  | 334  | 283  | 160  | 133  | 136  | 130  | 132  | 132  | 150  | 136  |
| Počet domů     | 32   | 42   | 42   | 44   | 48   | 48   | 56   | 52   | 40   | 38   | 32   | 41   | 42   | 45   | 49   |

## Obecní správa
Mezi lety 1850–1872 Lány u Dašic patřily jako osada obce ke Kolodějům v okrese Pardubice. V letech 1873–1976 byly obcí v okrese Pardubice (1873–1930), poté v okrese Pardubice-okolí (1950) a později opět v okrese Pardubice. Od 30. dubna 1976 do 23. listopadu 1990 patřily jako část města k Dašicím a od 24. listopadu 1990 jsou opět samostatnou obcí.

### Obecní symboly
Znak a vlajka byly obci uděleny rozhodnutím předsedkyně Poslanecké sněmovny Parlamentu České republiky dne 13. října 2023.

## Pamětihodnosti
- Sýpka u čp. 8